# Podacanthophorus vargasi
Podacanthophorus vargasi är en insektsart som beskrevs av Naskrecki 2000. Podacanthophorus vargasi ingår i släktet Podacanthophorus och familjen vårtbitare. Inga underarter finns listade i Catalogue of Life.